# Adeloneivaia
Adeloneivaia — род чешуекрылых из семейства павлиноглазок и подсемейства Ceratocampinae.

## Систематика
В состав рода входят:
- Adeloneivaia acuta (Schaus, 1896) — Эквадор
- Adeloneivaia boisduvalii (Doumet, 1859) — Эквадор, штат Бразилии Пара
- Adeloneivaia catoxantha (Rothscild, 1907) — Эквадор
- Adeloneivaia irrorata (Schaus, 1900) — Белиз, Мексика и Гватемала
- Adeloneivaia isara (Dognin, 1905) — от Мексики до Коста-Рики
- Adeloneivaia jason (Boisduval, 1872) — от Мексики до Боливии, Гватемала и Эквадор
- Adeloneivaia pelias (Rothschild, 1907) — Эквадор
- Adeloneivaia subangulata (Herrich-Schäffer, 1855) — Эквадор, Бразилия
- Adeloneivaia wellingi Lemaire, 1982 — Мексика